# Mammea ramiflora
Mammea ramiflora är en tvåhjärtbladig växtart som först beskrevs av Merrill, och fick sitt nu gällande namn av André Joseph Guillaume Henri Kostermans. Mammea ramiflora ingår i släktet Mammea och familjen Calophyllaceae. Inga underarter finns listade i Catalogue of Life.